# 熱海市警察
熱海市警察（あたみしけいさつ）は、かつて存在した静岡県熱海市の自治体警察である。

## 概要
従来の静岡県警察部が解体され、1948年（昭和23年）3月7日に熱海市警察署が設置された。同年11月、県下初の警察通報用電話110番を設置。
1950年（昭和25年）4月13日、熱海大火で警察署が焼失。
1954年（昭和29年）に新警察法が公布された。これにより国家地方警察と自治体警察が廃止され、新たに都道府県警察として静岡県警察が発足。熱海市警察も静岡県警察に統合され、姿を消した。

## 所在地
熱海市熱海字清水田866番地の3

## 派出所
- 田原派出所
- 来ノ宮派出所

## 巡査駐在所
- 泉巡査駐在所
- 伊豆山巡査駐在所
- 中道巡査駐在所
- 和田木巡査駐在所
- 上多賀巡査駐在所